# 阜南一中
阜南一中全称安徽省阜南县第一中学，位于中华人民共和国安徽省阜南县境内，创办于1951年春，2017年秋学校将校区从原址阜南县淮河东路搬迁至城北新区涌泉路以北，原校区开办阜南一中南校区、阜南县第五初级中学和玉泉小学。

## 校史沿革
1950年，阜南县正式成立。1951年5月13日成立阜南县私立初级中学，由县长唐立全兼任校长。1951年10月10日学校更名为“阜南初级中学”正式转入公立阶段。
1958年，学校更名为“阜南中学”，成为完全中学，招收四个班高中。1968年，受到“文化大革命”的影响，学校成立了“革命委员会”，部分干部、教师遭受到迫害。1979年，学校改校名为“安徽省阜南第一中学”。1982年，学校高中部将二年制改为三年制。1986年，学校正式成立学生会，并举行学生会成立大会。
1993年，香港邵逸夫先生捐款投建的逸夫楼教学楼动工，学校一度更名为“安徽省阜南逸夫第一中学”。1995年，学校更名为“安徽省阜南县第一完全中学”。2000年，学校停办初中。2015年，新校区开始建设。2017年，校区搬迁至现在的位置。

## 新校区（阜南一中北校区）
阜南一中新校区于2015年开始动工建设，承建单位是安徽天筑建设（集团）有限公司捐建，捐建部分投资1.2亿元。2017年下半年投入使用，成为全寄宿制学校。学校搬迁后开设食堂，由两家餐饮企业托管：合肥长快餐饮有限公司和安徽弘和餐饮服务有限公司（2020年后重新招标），但有部分学生和家长反映食堂饭菜价格较高且味道不适。

## 中岗校区
阜南一中中岗校区于2018年9月正式投入使用，位于阜南县城东中岗镇。其前身是中岗中学，始建于1946年。2018年5月，中岗中学与阜南一中合作办学，正式更名为阜南一中中岗校区。